# FV4005
FV4005 — британский истребитель танков, разработанный на базе Centurion Mk. 3 в 1950—1957 годах.

## Прототипы
- FV4004 Conway — прототип.
- Centurion Mk. 3 — машина, на базе которой создали FV4005.

## История создания
Ещё до начала 1950-х годов, когда стартовала Холодная война, Советский Союз разработал тяжёлый танк ИС-3 в 1944 году. США и Великобритания начали разрабатывать танки, которые составили бы конкуренцию СССР, и одним из результатов разработки стал Британский истребитель танков FV4005.

### FV4005 Stage 1
Vickers-Armstrongs разработала систему механизированной подачи боеприпасов, которую сначала применили на 104-мм зенитной пушке Green Mace. В качестве базы для FV4005 было принято решение использовать шасси танка Centurion Mk.3, которое соответствующим образом переделали. В корме установили массивный сошник, который опускался при стрельбе, а на лобовом листе установили крепления для установки орудия.
После проведения испытаний оказалось что при стрельбе машина была не стабильна. Из-за этого недостатка от истребителя танков решили отказаться. Было решено, что машину таких размеров, полностью лишённой брони, не спасает даже механизм заряжания и не стоит такого высокого риска для членов экипажа. Кроме всего прочего, круговой обстрел оказался условным, так как мощная отдача ограничивала углы горизонтальной наводки (УГН) орудия.

### FV4005 Stage 2
В июле 1955 года появился более простой вариант 183-мм истребителя танков — FV4005 Stage 2. От механической подачи снарядов отказались и заменили двумя заряжающими. С учётом того, что больше 12 снарядов не помещалось в машину, это решение выглядело вполне разумным, в отличие от FV4005 Stage 1. Машина получила массивную башню. Общая высота истребителя танков достигла 3,6 метра, что сделало его самой высокой боевой машиной, построенной в Великобритании.
Толщина брони на башне составляла всего 14 мм, а это означало, что даже против крупнокалиберного пулемёта она не являлась надёжной защитой. Кроме того, Stage 2 получил спаренный с пушкой пулемёт, что было серьёзной помощью для борьбы с пехотой. Для загрузки боекомплекта в корме башни была установлена большая дверь. Новую башню также установили на шасси Centurion Mk.3, на который установили сошник, опускаемый при стрельбе.
В марте 1956 года FV4005 Stage 2 прошла огневые испытания на стабильность машины при стрельбе. В ходе испытаний было произведено 32 выстрела при разных углах возвышения орудия. При стрельбе на угле возвышения 0 градусов раскачка передней части машины достигала 22 см, а кормовой части 12 см. Максимальные колебания достигались при возвышении орудия на 3 градуса и составили 27 см передней части и 19 см кормовой части. Всего в ходе испытаний было произведено 133 выстрела. Стрельба проводилась без экипажа (его роль исполняли манекены). Испытания показали, что стрельба не наносит манекенам увечий, а значит, нет риска для экипажа.
По итогам испытаний был составлен список переделок машины, но до них не дошло, так как в августе 1957 года программу FV4005 закрыли. Причина была в том, что в 1958 году на вооружение английской армии поступила система противотанковых ракет Malkara, установленные на лёгких бронемашинах Humber Hornet, которая получилась на порядок компактнее и мобильнее, чем 183-мм FV4005.
После завершения испытаний обеих вариантов FV4005 Stage 1 и FV4005 Stage 2 их орудийные системы отдали учебным центрам. Башня FV4005 Stage 2 долгое время находилась возле стоянки в танковом музее в Бовингтоне, и лишь недавно её установили на шасси Centurion Mk.8. Даже в таком виде машина представляет огромный интерес, являясь какой-то эпитафией английским истребителям танков. Сейчас FV4005 Stage 2 находится у восточного въезда в музей. В 2024 году САУ прошла реставрацию.

## Описание конструкции

### Броневой корпус и башня
За базу взят корпус от Centurion Mk. 3. В корме корпуса находился сошник, опускаемый перед стрельбой. Из-за тонкой брони борта башни были усилены рёбрами жёсткости. Из-за массивной кормы башни, где размещался боекомплект, башня FV4005 Stage 2 была уравновешена. К бортам башни и к маске орудия были приварены рымы. Для загрузки снарядов в башню была предусмотрена большая дверь. Маска крепилась к башне на болтах. На крыше башни предусматривались люки, но при наличии большой двери ими почти не пользовались. Пол у кормы башни перфорированный.

### Вооружение
В башню установили 183-мм пушку L4, которая являлась модифицированной 7,2-дюймовой гаубицей. На орудии был эжектор. У орудия был досылатель.

## Модификации
- FV4005 Stage 1 — первый вариант с 183-мм орудием L4 и с автоматом заряжания .
- FV4005 Stage 2 — второй вариант с тем же орудием, но без автомата заряжания (вместо него было два заряжающих) который имел массивную башню.

## Сохранившийся экземпляр
До наших дней сохранилась только башня от FV4005 Stage 2 которую установили на корпус Centurion Mk. 8.
- Великобритания — Танковый музей в Бовингтоне.

## В игровой индустрии
FV4005 представлена ПТ-САУ 10 уровня в ММО играх World of Tanks (Мир танков) и World of Tanks Blitz (Tanks Blitz), но в последней она представлена с "барабанным" 123-мм орудием на 4 снаряда в барабане.
Также представлена в ММО игре War Thunder, как САУ IV ранга в ветке великобритании, добавленная с обновлением 1.67 «Штурм».